# Parafia Matki Bożej Wspomożenia Wiernych w Twardogórze
Parafia Matki Bożej Wspomożenia Wiernych w Twardogórze – parafia rzymskokatolicka należąca do dekanatu Twardogóra diecezji kaliskiej.

## Historia
Została utworzona w 1318. Od 1945 roku prowadzona przez księży Salezjanów. W latach 1945–1992 parafia należała do Archidiecezji Wrocławskiej. Na podstawie bulli papieża Jana Pawła II Totus Tuus Poloniae populus z 25 marca 1992 utworzono nową diecezję, diecezję kaliską. Odtąd parafia w Twardogórze należy do diecezji kaliskiej. Kościół parafialny neogotycki zbudowany w latach 1874–1876. Mieści się przy Placu Piastów. W 2005 roku świątynię podniesiono do rangi bazyliki mniejszej, która jest także Diecezjalnym Sanktuarium Maryi Wspomożycielki Wiernych.
24 września 1995 roku w parafii miała miejsce koronacja figury Matki Bożej Wspomożycielki Wiernych, koronami papieskimi, poświęconymi przez Jana Pawła II. Koronowali: nuncjusz Józef Kowalczyk, kardynał Józef Glemp, kardynał Henryk Gulbinowicz i biskup Stanisław Napierała. Była to pierwsza koronacja w nowoerygowanej diecezji kaliskiej. Organizatorem tego święta na poziomie parafii był ks. Józef Kawalec SDB – kustosz sanktuarium, który został zapamiętany także jako proboszcz, za którego kadencji wymieniono więźbę dachową i posadzkę w sanktuarium.

## Proboszczowie
Pierwszym proboszczem w Twardogórze, po drugiej wojnie światowej, był ks. Jan Duniec SDB, który organizował życie parafialne w powojennych warunkach.
- ks. Tomasz Hawrylewicz SDB[1]